# Schwangerschaftstest
Ein Schwangerschaftstest (oder eine Schwangerschaftsprobe) dient dem Nachweis einer Schwangerschaft. Um sich bei Schwangerschaftszeichen zu vergewissern, dass auch tatsächlich eine Schwangerschaft vorliegt, wird beim immunologischen Schwangerschaftstest oft das Vorhandensein des schwangerschaftserhaltenden Hormons hCG im Körper geprüft. Dieses Hormon kommt im Trophoblastengewebe vor, das vom Fetus oder der Plazenta gebildet wird, weshalb es nur während der Schwangerschaft nachgewiesen werden kann.

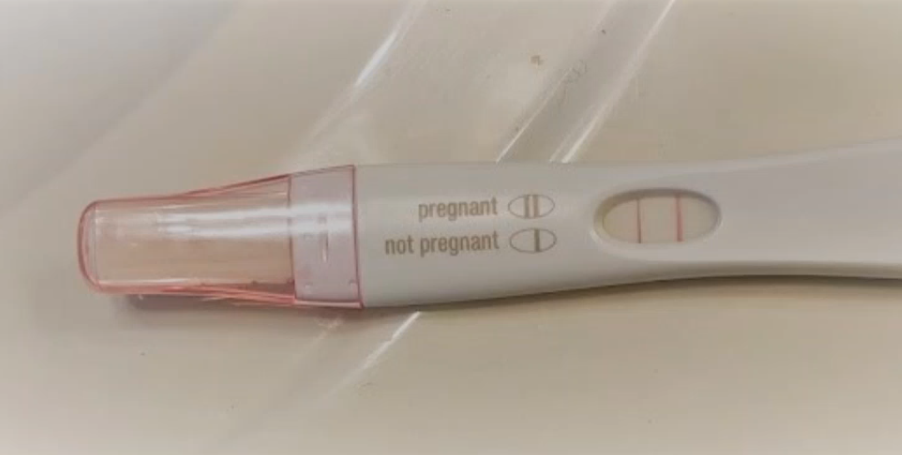
Moderner Schwangerschaftstest (2019) positiv

Ab der sechsten Schwangerschaftswoche kann ein Embryo auch mittels Ultraschalluntersuchung nachgewiesen werden.

## Urintest

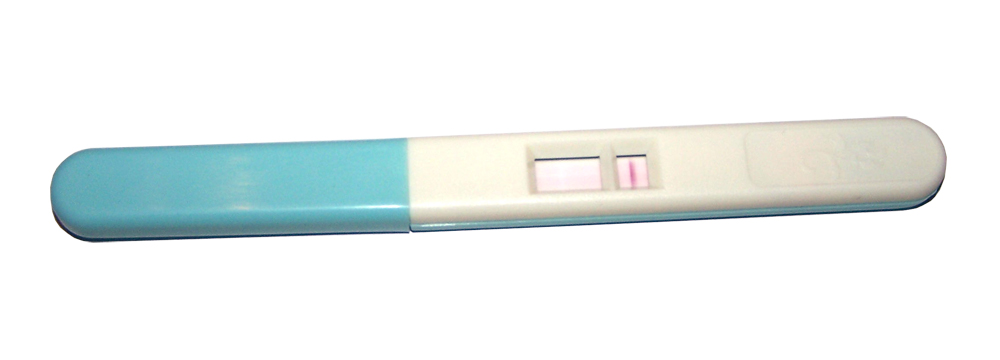
Teststäbchen mit negativem Ergebnis

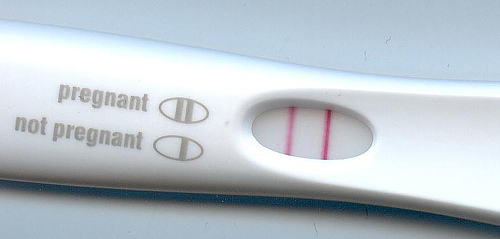
Teststreifen mit positivem Ergebnis

Der häusliche Urin- oder Stäbchenschnelltest ist die am häufigsten angewandte Methode zum Schwangerschaftsnachweis. Sämtliche dieser Tests beruhen auf einem 1980 von Unipath Ltd. in Großbritannien patentierten Prinzip. Die Stäbchentests sind in Apotheken, Drogerien und teilweise auch in Kaufhäusern und im Versandhandel erhältlich.
Der Test mittels des in den Urinstrahl gehaltenen Teststreifens/-stäbchens führt frühestens ca. 14 Tage nach der Befruchtung der Eizelle zu einem Ergebnis mit einer Zuverlässigkeit von über 95 Prozent. Da Morgenurin höhere hCG-Konzentrationen enthält, kann damit die Schwangerschaft besser und früher nachgewiesen werden. Um einen noch sichereren Schwangerschaftsnachweis zu erbringen, kann daraufhin bei einem Arzt oder einer Hebamme ein weiterer Test (erneuter Urintest, Blutentnahme oder Ultraschalluntersuchung) gemacht werden.
In medizinischen Labors kann im Urin zusätzlich die quantitative hCG-Konzentration gemessen werden. Diese wird in internationalen Einheiten (IE) pro Liter angegeben. Die Werte verdoppeln sich anfangs alle 2,5 Tage, bis sie sich ab der 8. bis 10. Schwangerschaftswoche um 45.000 IE/l einpendeln. Damit lassen sich auch rechtsmedizinische Fragestellungen beantworten, zum Beispiel, ob eine Abtreibung vorgelegen hat.
Bei einer erwarteten Schwangerschaft und negativem Urintest kann es sein, dass noch nicht ausreichend hCG gebildet wurde, weshalb der Test später noch einmal wiederholt oder ein Bluttest durchgeführt werden sollte. Dies gilt insbesondere auch bei sogenannten Frühtests, die sensibler auf hCG reagieren, allerdings aufgrund des frühen Zeitpunkts leichter falsch negative Ergebnisse anzeigen können.

### Funktionsweise des Schnelltests

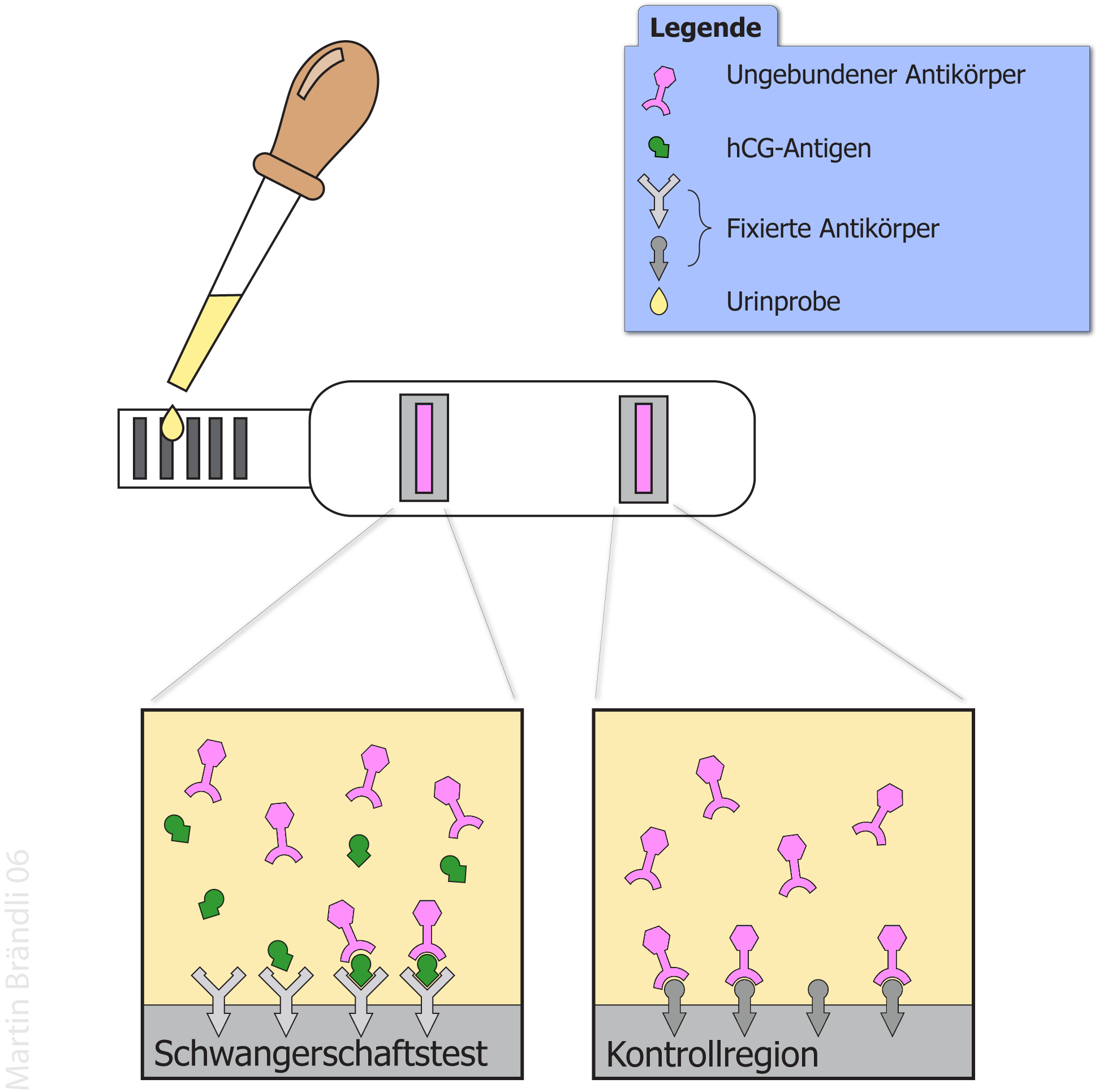
Schema des Schnelltestes

Der Schnelltest ist ein immunchromatographischer Test nach dem Prinzip des Lateral-Flow-Tests. Wird der Teststreifen mit Urin befeuchtet, so bindet das im Urin enthaltene hCG-Antigen (grün) an einen im Teststreifen enthaltenen farbstoff-markierten hCG-Antikörper (rosa). Der Antigen-Antikörper-Farbstoff-Komplex (grün und rosa) wandert zur Testzone, in der ein zweiter hCG-Antikörper (hellgrau) fixiert ist. Dieser immobilisierte Antikörper (hellgrau) bindet den wandernden Antigen-Antikörper-Farbstoff-Komplex (grün und rosa) in dieser Zone und färbt diese an. Überschüssiger farbstoff-markierter hCG-Antikörper (rosa) wandert weiter zur Kontrollzone, in der ein Anti-Fc-Antikörper (dunkelgrau) fixiert ist. Dieser immobilisierte Anti-Fc-Antikörper (dunkelgrau) bindet den überschüssigen Farbstoff-markierten hCG-Antikörper (rosa) in dieser Zone und färbt diese auch an. Der letzte Prozess kann nur stattfinden, wenn ausreichend Flüssigkeit in den Teststreifen gelangt ist, um die farbstoff-markierten hCG-Antikörper (rosa) ausreichend beweglich zu machen. Damit stellt die Kontrollzone sicher, dass das im ersten Streifen angezeigte Ergebnis korrekt ist.

### Digitale Tests
Es existieren auch Tests, die das Ergebnis auf einer LCD-Anzeige als Text darstellen. Da im Inneren lediglich ein konventioneller Teststreifen mittels Fotodioden ausgelesen wird, sind auch diese Tests lediglich einmal verwendbar und bieten keine erhöhte Genauigkeit. Einer Publikation des Gesundheitsministeriums der Vereinigten Staaten zufolge kommt es durch das zusätzliche Bewertungsverfahren zu einem erhöhten Prozentsatz von „nicht schwanger“-Anzeigen, obwohl eine Schwangerschaft vorliegt (falsch-negatives Ergebnis).

### Zuverlässigkeit
Insbesondere in den ersten fünf Wochen der Schwangerschaft kann die Hormonkonzentration im Urin unter der Nachweisgrenze des Urintests sein, so dass hier ein falsch negatives Testergebnis vorliegt.

## Bluttest
Durch eine Blutentnahme kann schon sieben bis zehn Tage nach erfolgter Befruchtung das hCG in ausreichender Menge im Blutserum festgestellt werden. Dies wiederum bedeutet, dass bereits vor der vermutlich ausbleibenden Periode eine Schwangerschaft nachgewiesen werden kann.

## Ultraschalluntersuchung
Durch eine Ultraschalluntersuchung kann eine Schwangerschaft ungefähr ab der sechsten Schwangerschaftswoche festgestellt werden. Dabei ist meist nur die Einnistung des Embryos in die Gebärmutter sichtbar (Anhäufung von Gewebe an einer bestimmten Stelle). Später erst ist der Fötus selbst zu sehen.

## Historische Testmethoden
Bereits im Alten Ägypten versuchte man, anhand von Urinproben eine eventuelle Schwangerschaft nachzuweisen. Den Urin einer möglichen Schwangeren goss man über Getreidekörner. Trieben die Körner aus, so galt das als Indiz für eine Schwangerschaft.
Im späten Mittelalter wurde die frühe Feststellung einer Trächtigkeit von Rindern mittels Uroskopie unter Berücksichtigung von Farbe und Beschaffenheit sowie Schichtenbildung nach Verrühren des Kuhharns beschrieben.
Der erste moderne Schwangerschaftstest war die 1927 entwickelte Aschheim-Zondek-Reaktion, ein Test, der an Mäusen durchgeführt wurde. Bis in die 1960er Jahre wurden Schwangerschaftstests mit Hilfe von afrikanischen Krallenfröschen durchgeführt. Dieser Test ist als Froschtest („Galli-Mainini-Test“) bekannt. Hierbei wurde den Fröschen Urin der Testpersonen injiziert. Wenn es sich um Urin einer Schwangeren handelte, fing der Frosch als Reaktion an zu laichen.
Durch den von Erhard Glaser und Oskar Haempel entwickelten Glaser-Haempelschen Fischtest wurde ebenso eine Schwangerschaftsdiagnose vorgenommen; dabei wurde bei Injektion von Urin schwangerer Frauen bei Bitterlingsweibchen im Wasser die spontane Entwicklung der Legeröhre ausgelöst. Dieser wurde durch den Test auf Choriongonadotropin im Schwangerenharn obsolet.

## Falsch positive Ergebnisse
Ein falscher Schwangerschaftsnachweis – also eine „schwanger“-Anzeige, obwohl keine Schwangerschaft vorliegt – kann durch Chorionzellkarzinome und andere Keimzelltumoren erbracht werden, da diese ebenfalls das Hormon hCG ausbilden können. Auch eine Fehlentwicklung der Fruchtanlage in den ersten Tagen nach der Befruchtung und Einnistung der Eizelle kann ein positives Ergebnis herbeiführen, obwohl ein Abgang der Frucht bereits stattgefunden hat (eventuell als verspätete Monatsblutung bemerkbar).